# Kolopejka

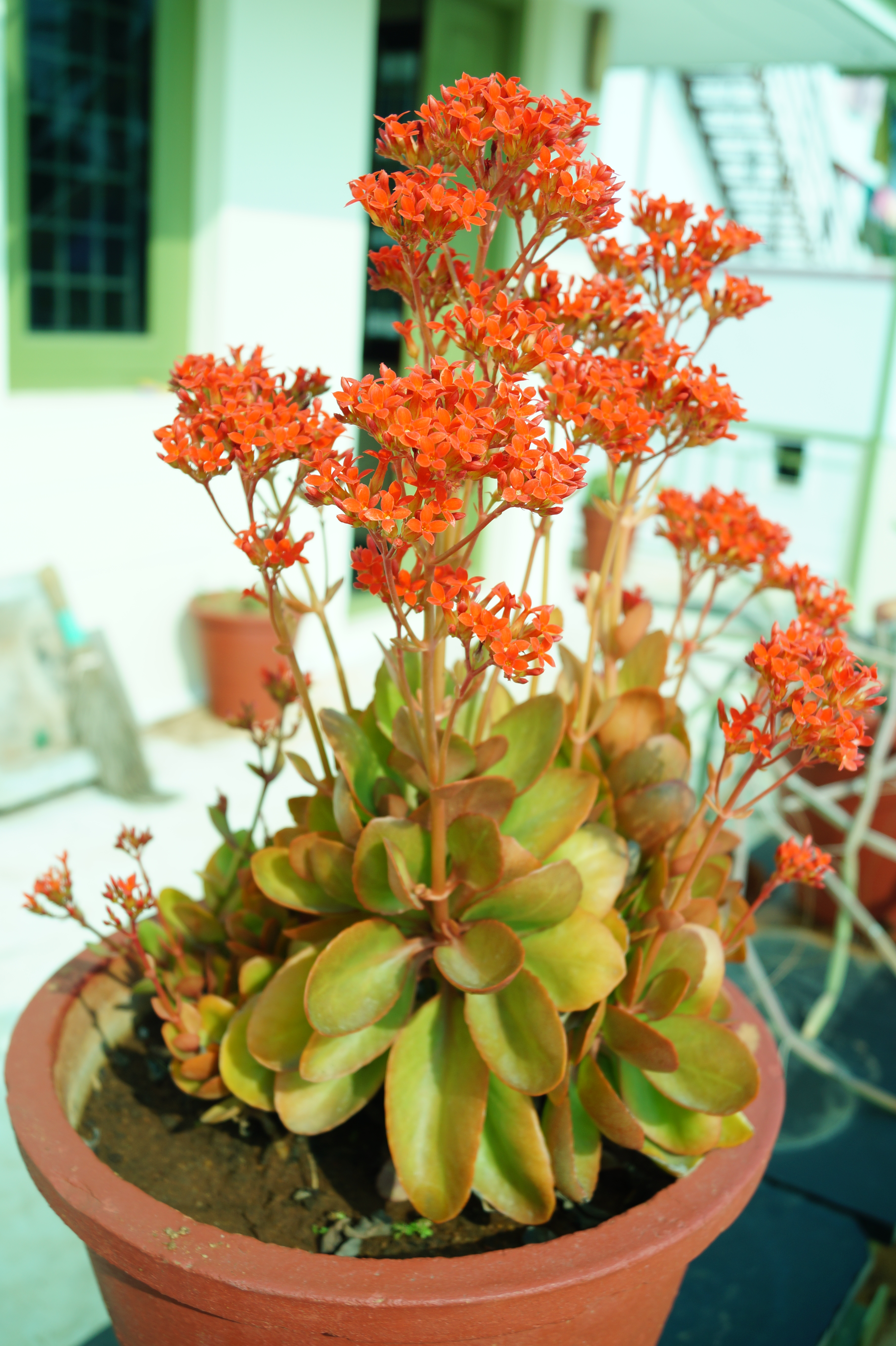
Pěstovaný kultivar kolopejky vděčné

Kolopejka (Kalanchoe), česky též kalanchoe, je rod rostlin z čeledi tlusticovité. Jsou to převážně dužnaté až sukulentní keře a polokeře s jednoduchými vstřícnými listy a čtyřčetnými květy. Rod zahrnuje přes 120 druhů a je rozšířen zejména na Madagaskaru a v Africe, v menší míře i v tropické Asii. Do rodu Kalanchoe byl vřazen dříve samostatný rod Bryophyllum, známý pod českým jménem naduť.
Kolopejky jsou pěstovány jako pokojové rostliny, v tropech a subtropech i jako venkovní okrasné rostliny. Nejznámějším a nejčastěji pěstovaným druhem je kolopejka vděčná. Známé jsou také některé druhy sekce Bryophyllum s dceřinými rostlinkami na listech. S četnými druhy kolopejek se lze setkat ve specializovaných sbírkách sukulentů. Druh Kalanchoe pinnata je v sušších tropických oblastech invazní rostlinou.

## Popis
Kolopejky jsou převážně vytrvalé dužnaté až sukulentní keře a polokeře, řidčeji jednoleté nebo dvouleté byliny, případně nevelké stromy nebo i epifyty (např. madagaskarský druh Kalanchoe uniflora). Listy jsou vstřícné, křižmostojné, výjimečně střídavé, přeslenité nebo uspořádané v růžici. Zpravidla jsou ploché a celistvé se zubatou, pilovitou nebo vroubkovanou čepelí, mohou být však i na průřezu okrouhlé nebo dřípené či složené ze 3 až 5 lístků. U některých zástupců, zejména ze sekce Bryophyllum, se na listech tvoří hlízky, z nichž vyrůstají dceřiné rostlinky.
Květy jsou čtyřčetné, vzpřímené nebo převislé, uspořádané v chocholičnatých nebo latovitých květenstvích, někdy redukovaných jen na několik květů. Kališní lístky jsou volné, srostlé nebo tvoří dlouhou, někdy i nafouklou kališní trubku. Koruna je obvykle jasně zbarvená, s dlouhou trubkou a kratšími korunními cípy. Tyčinek je 8 ve dvou kruzích a jsou přirostlé na bázi až v polovině korunní trubky. Mohou být zanořené nebo vyčnívat z květů. Gyneceum je tvořeno 4 volnými nebo na bázi srostlými plodolisty. Plodem je souplodí měchýřků obsahujících mnoho drobných semen.

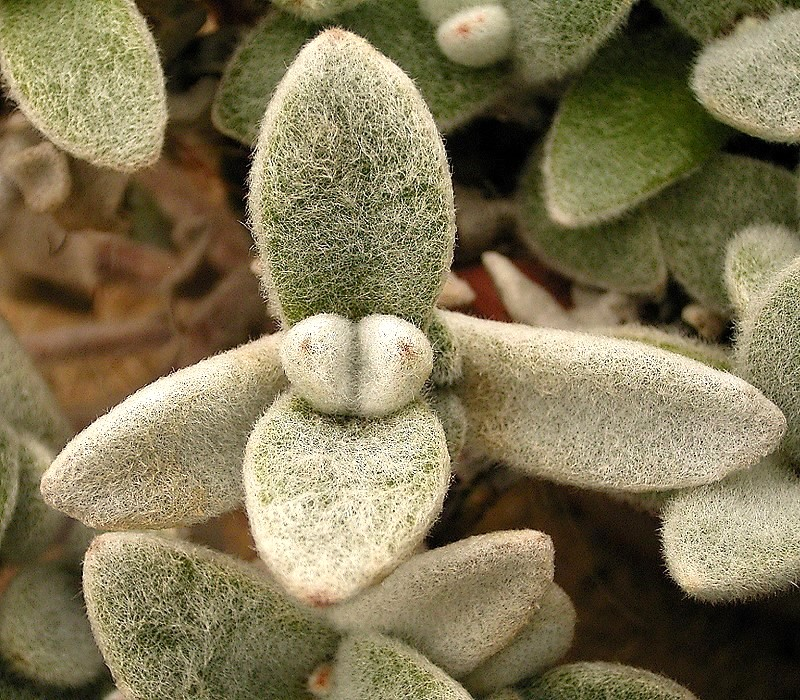
Kalanchoe eriophylla
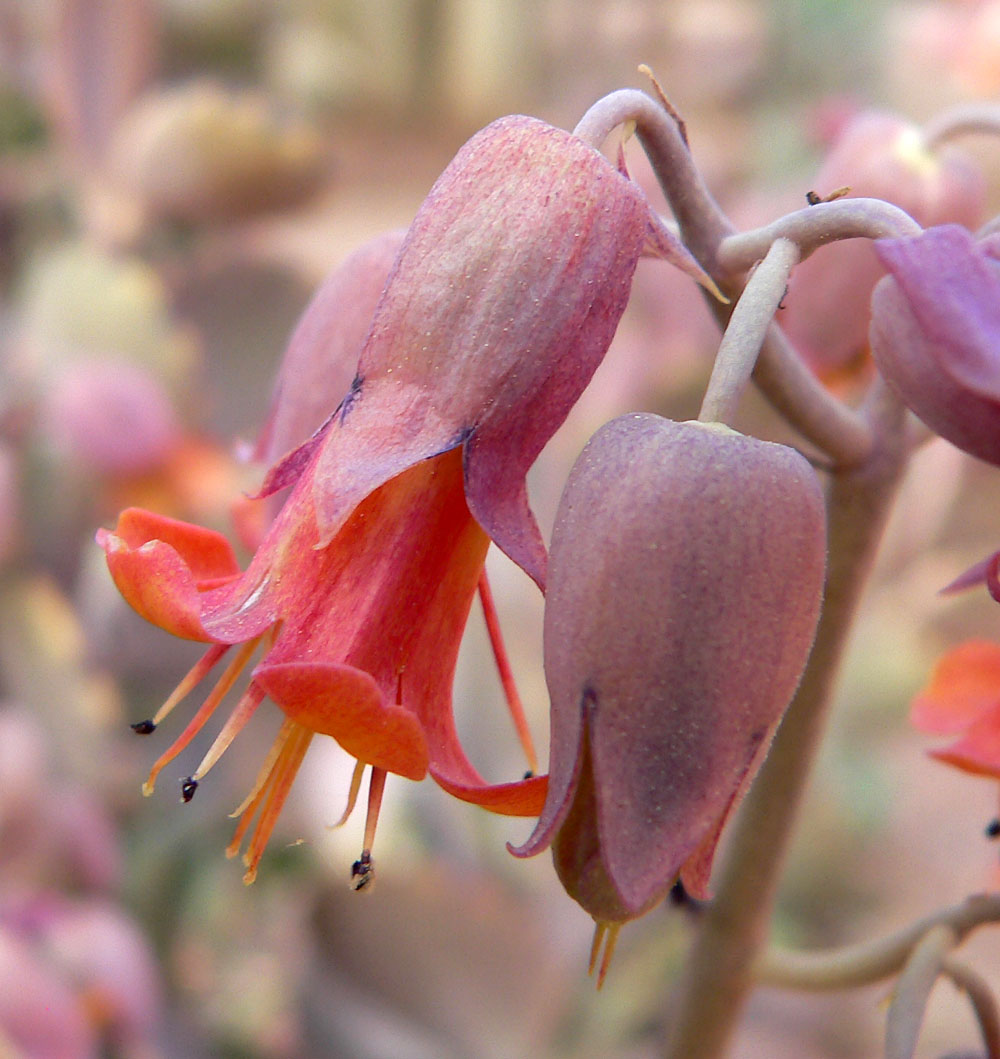
Květy Kalanchoe fedtschenkoi
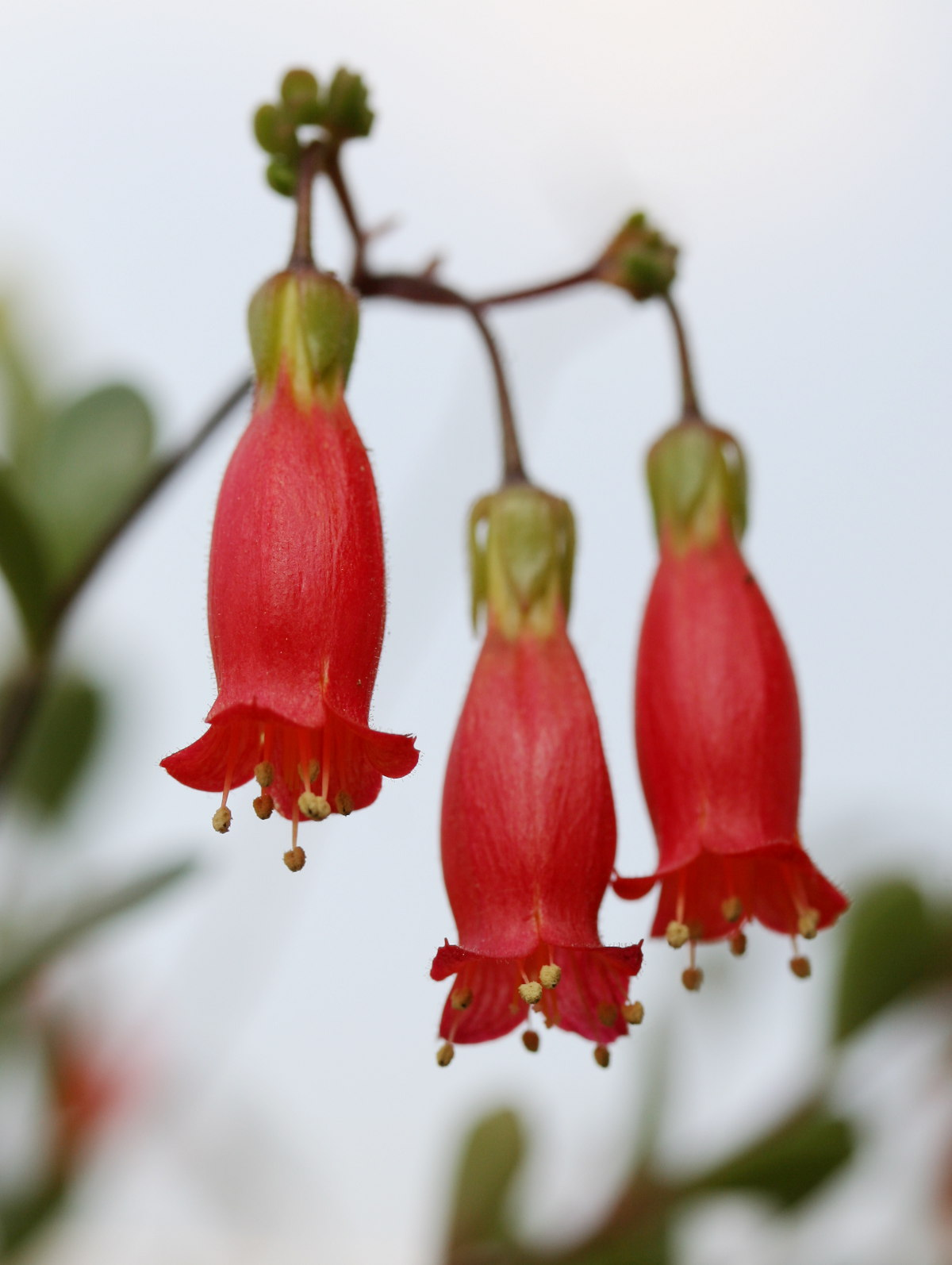
Květy Kalanchoe manginii
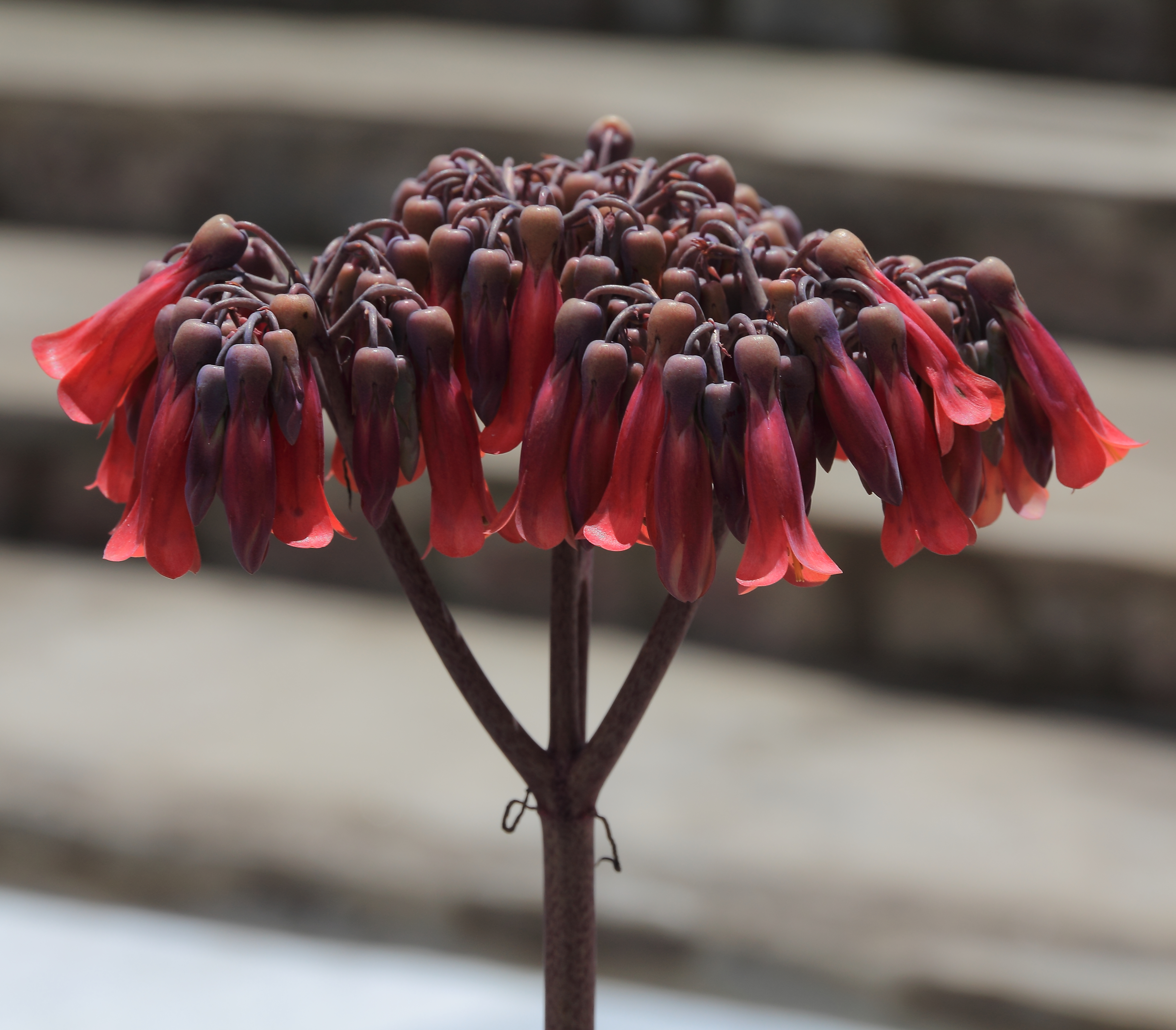
Květenství Kalanchoe daigremontiana
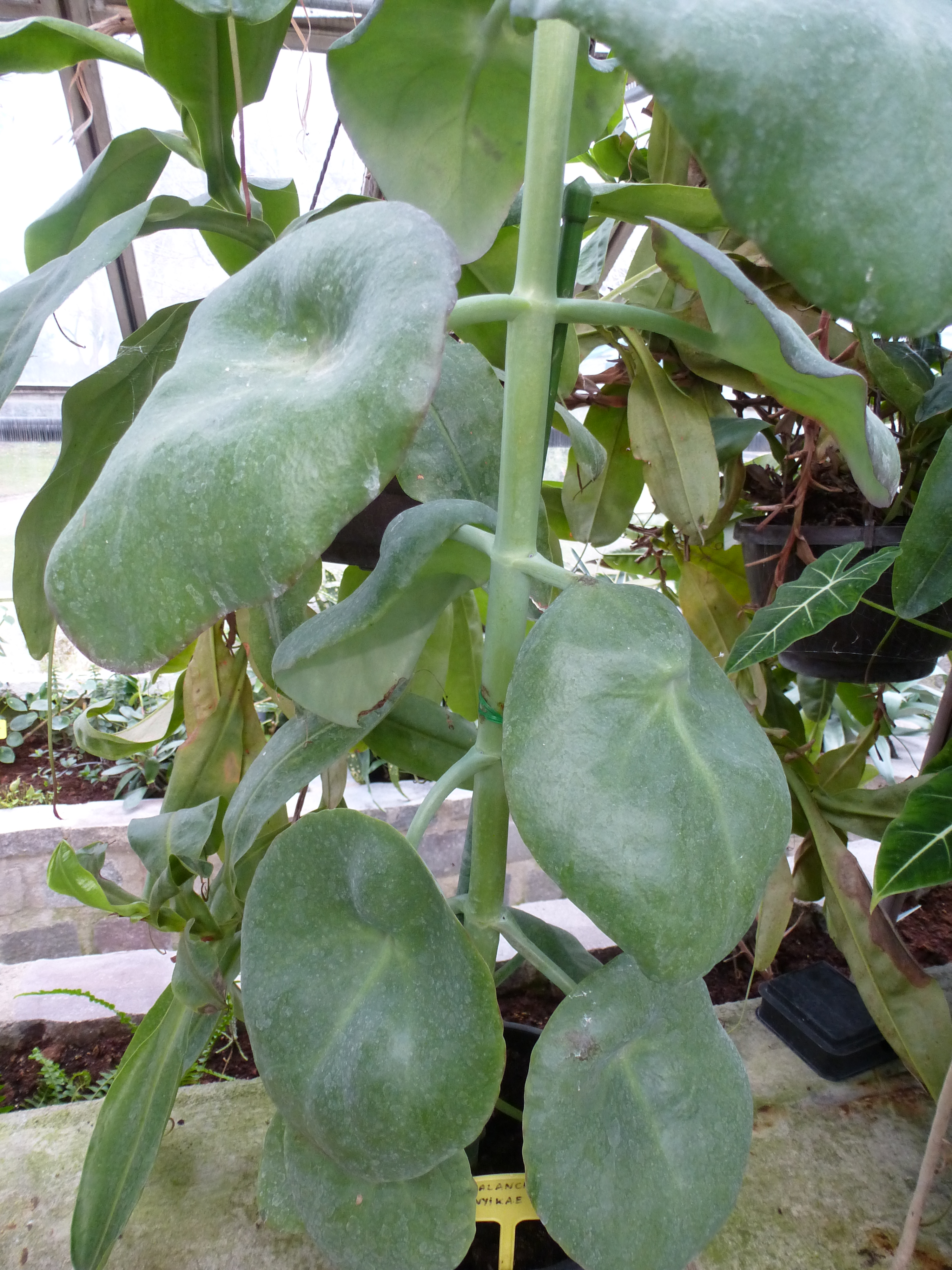
Kalanchoe nyikae

## Rozšíření
Rod kolopejka zahrnuje asi 125 až 144 druhů a je rozšířen v Africe, na Madagaskaru a v tropické Asii. Převážná většina druhů roste na Madagaskaru a v jižní a východní Africe. Několik druhů zasahuje na Arabský poloostrov, druh Kalanchoe faustii roste v jižním Maroku a na Západní Sahaře. Vývojové centrum rodu je ve vlhčích oblastech Madagaskaru, odkud se posléze rozšířil i na suchý madagaskarský jih a do východní Afriky. Druh Kalanchoe pinnata, pocházející z Madagaskaru, se jako invazní rostlina rozšířil v tropech téměř celého světa. V Číně rostou 4 původní druhy, z nichž 2 jsou endemity Tchaj-wanu.

## Ekologické interakce
Většina, avšak ne všechny druhy kolopejek mají CAM metabolismus, který jim umožňuje přežití v horkém prostředí s nedostatkem vláhy. Čistě CAM metabolismus mají silně sukulentní druhy sekce Eukalanchoe. Druhy zbývajících dvou čistě madagaskarských sekcí jsou v závislosti na podmínkách prostředí schopny CAM i C3 metabolismu. U nedužnatých druhů sekce Kitchingia převažuje C3 metabolismus.
Druhy ze sekce Bryophyllum jsou známé rozmnožováním dceřinými rostlinkami, které se tvoří z hlízek na listech. V Asii žijí na listech kolopejky housenky půvabného modráskovitého motýla Talicada nyseus.

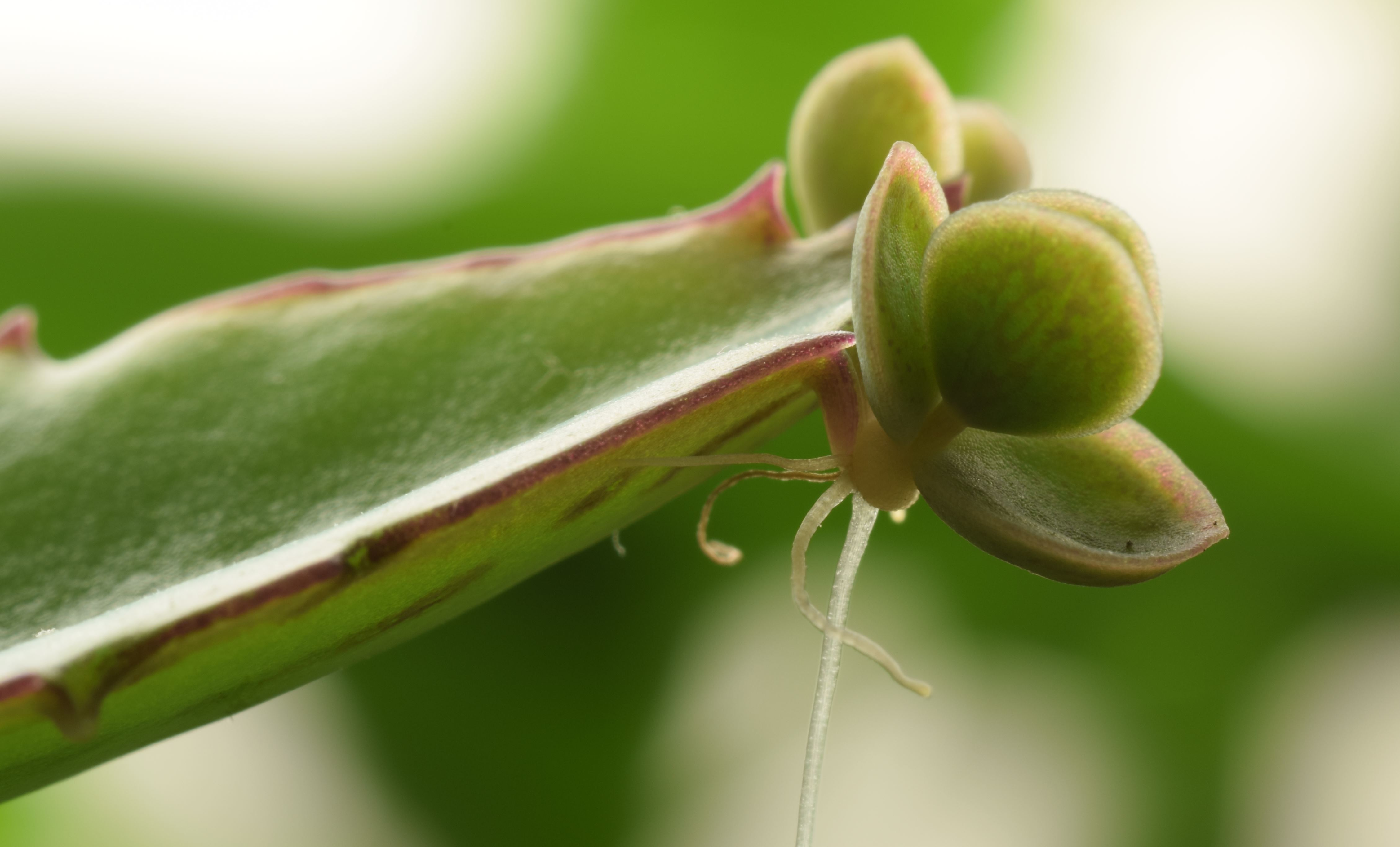
Detail dceřiných rostlinek na listu Kalanchoe daigremontiana
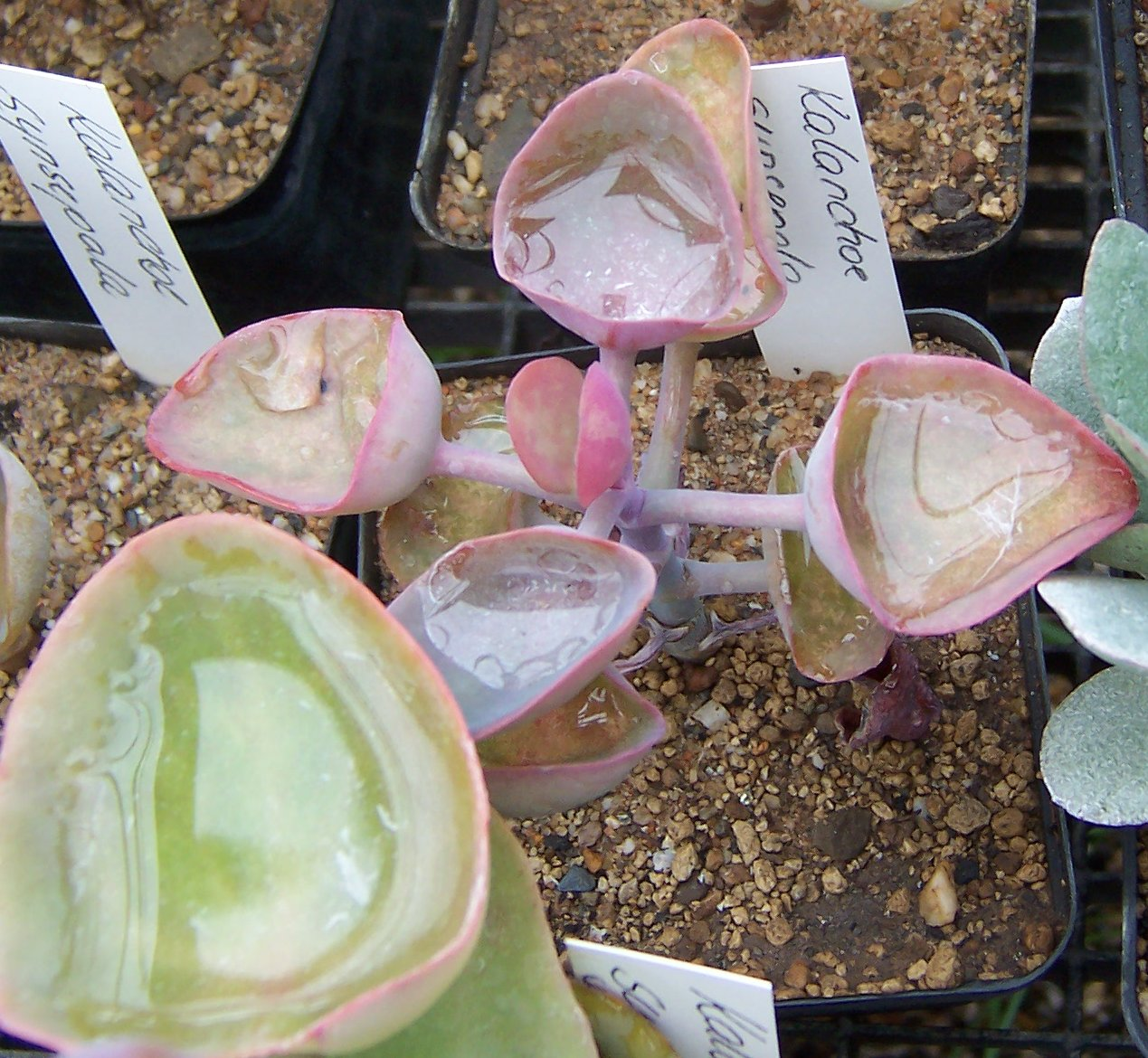
Kalanchoe synsepala s listy zadržujícími vodu
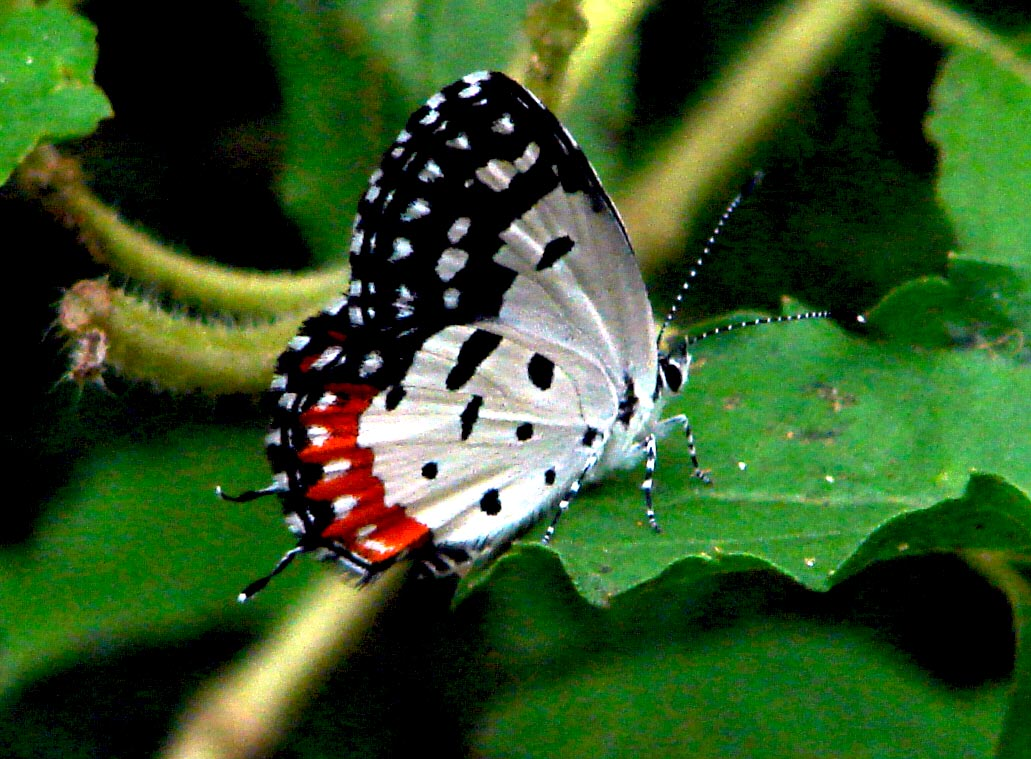
Motýl Talicada nyseus
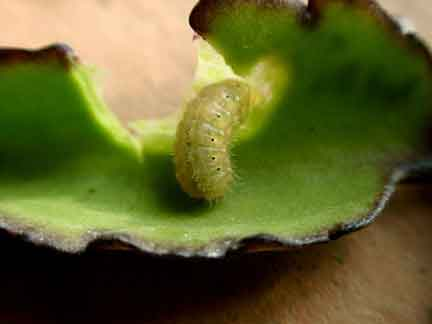
Housenka Talicada nyseus na kolopejce

## Taxonomie
Rod Kalanchoe náleží mezi taxonomicky složité rody a jeho taxonomie není dosud dořešena.
Je rozčleňován do 3 sekcí:
- sekce Kitchingia - endemity Madagaskaru, rostliny vlhkých stanovišť s tenkými, nedužnatými listy
- sekce Bryophyllum - endemity Madagaskaru rostoucí v oblastech s periodickým obdobím sucha, dužnaté listy, v minulosti často řazeny do samostatného stejnojmenného rodu
- sekce Eukalanchoe - silně sukulentní druhy rozšířené v Africe, na Madagaskaru a v Asii.[3]

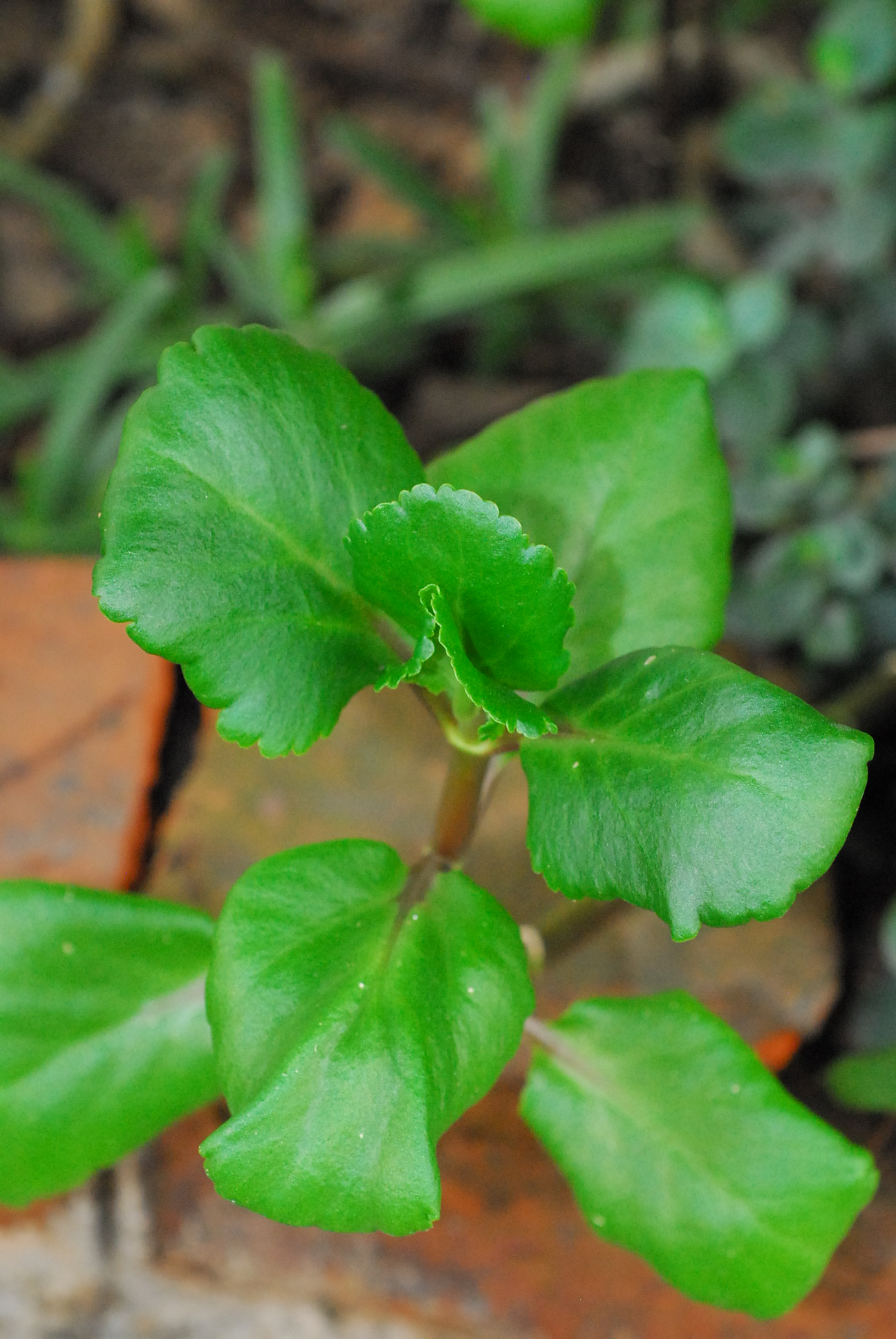
Kalanchoe welwitschii, druh ze sekce Kitchingia s málo dužnatými listy
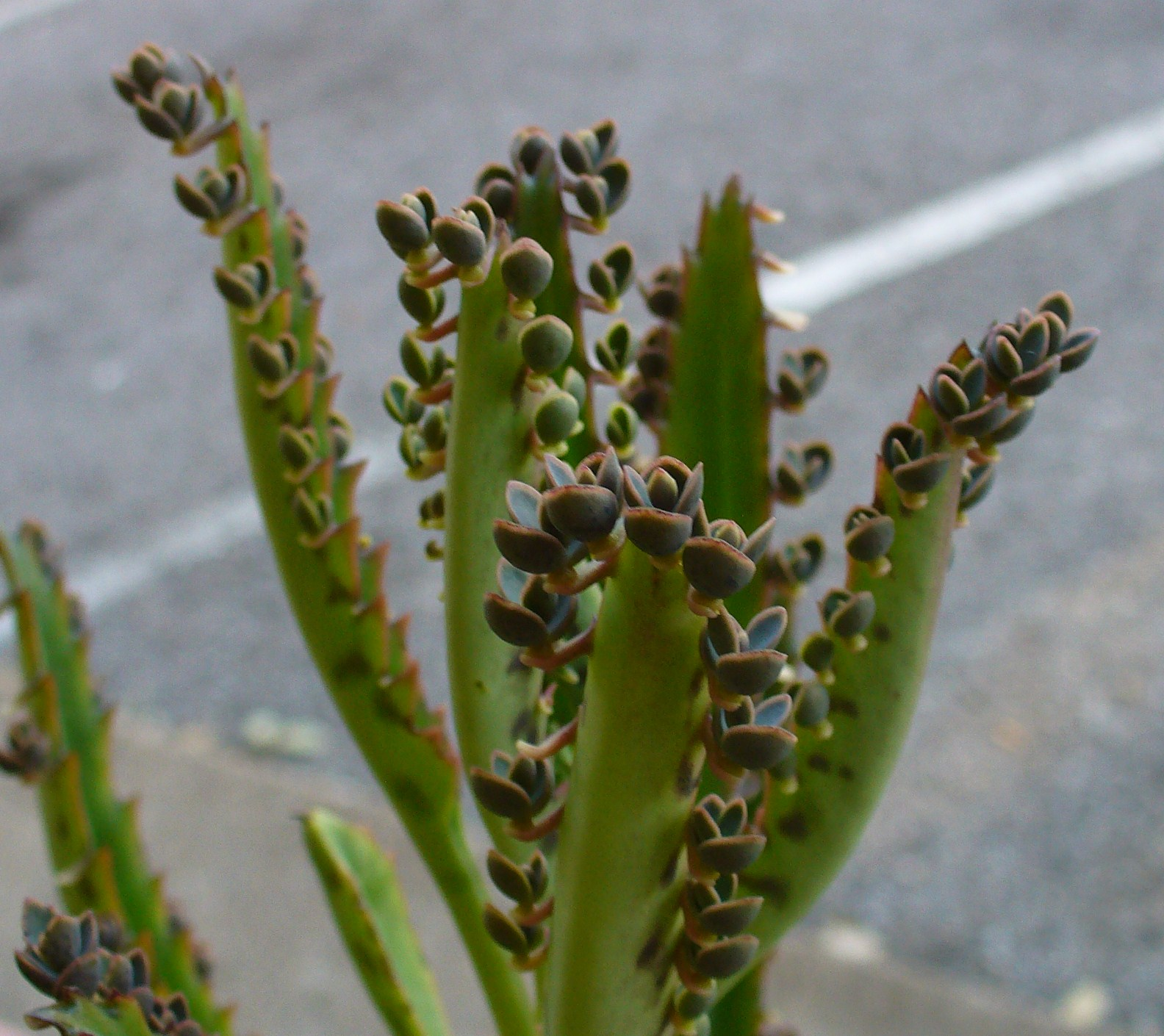
Kalanchoe daigremontiana ze sekce Bryophyllum
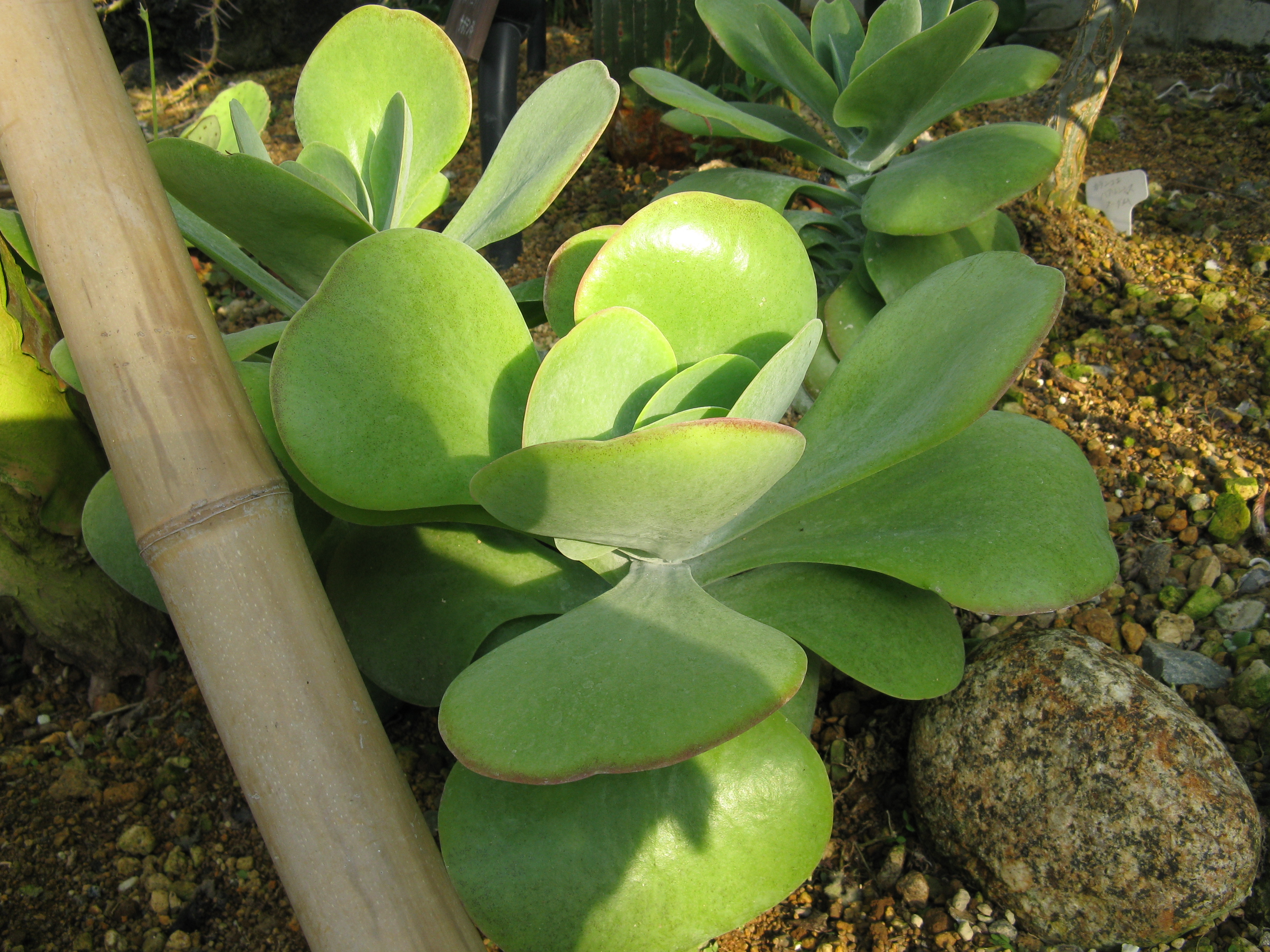
Kalanchoe thyrsiflora ze sekce Eukalanchoe

## Zástupci
- kolopejka vděčná (Kalanchoe blossfeldiana)[6]

## Význam

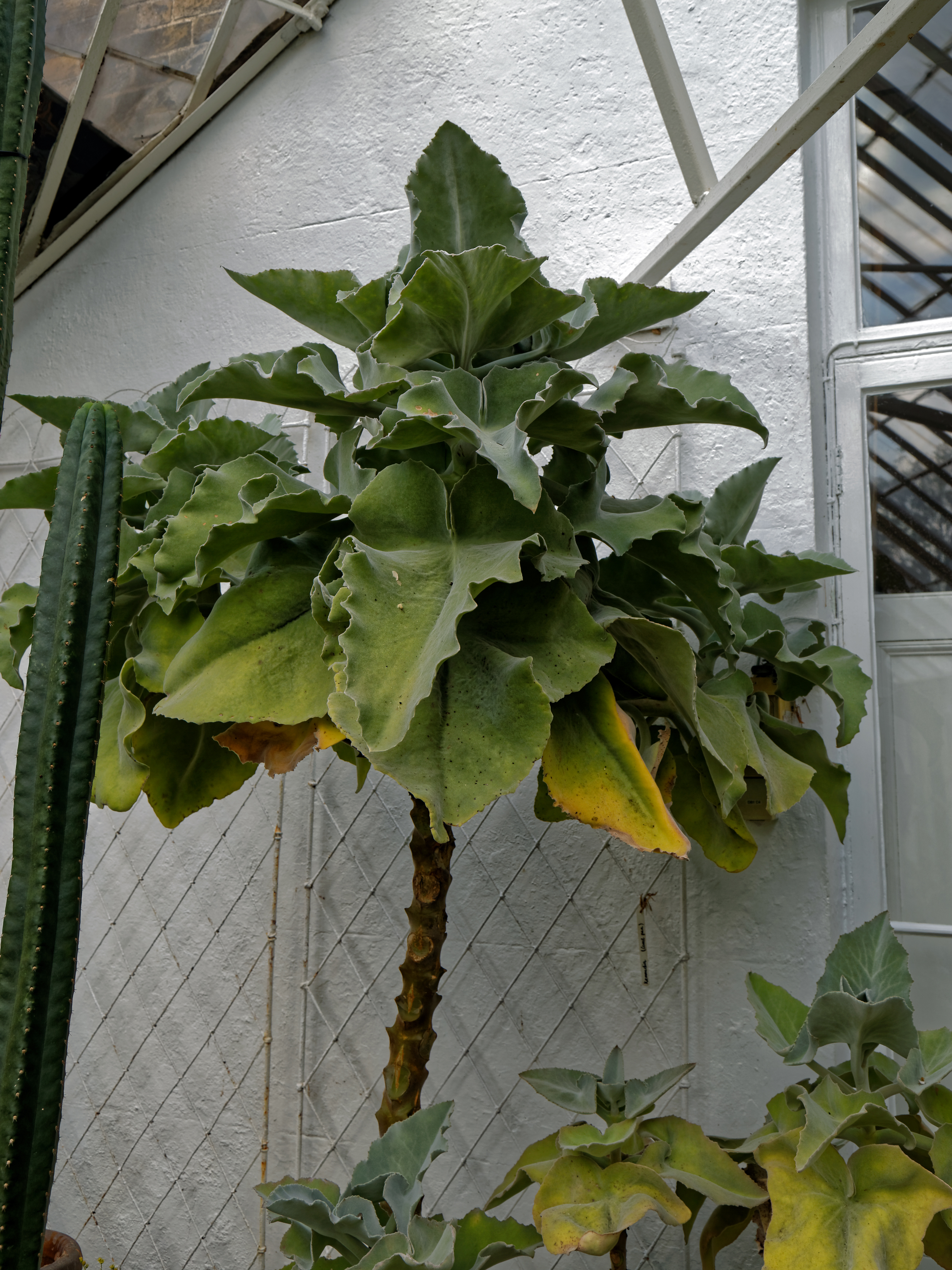
Kalanchoe beharensis

Kolopejky jsou vesměs snadno pěstovatelné i množitelné rostliny. Jako pokojová rostlina se často pěstuje kolopejka vděčná. Do kultury byla zavedena okolo roku 1930 a bylo vypěstováno nepřeberné množství okrasných kultivarů s květy v celé paletě různých barev. Existují také plnokvěté kultivary. Půvabné květy má epifytní druh Kalanchoe uniflora, pěkné stříbřité olistění Kalanchoe pumila. Druh Kalanchoe glaucescens je pěstován i v pestrolistých kultivarech, Druh Kalanchoe carnea má vonné květy a je pěstován v kultivarech s květy různých barev. Velmi pěkné olistění má Kalanchoe tomentosa. Listy jsou hustě chlupaté, šedozelené, s nápadně rezavě hnědě naběhlými okraji čepele. Kalanchoe marmorata má listy téměř okrouhlé, vroubkované, šedozelené a purpurově kropenaté. Zajímavý liánovitý druh s úzkými listy je Kalanchoe beuauverdii (syn. K. scandens). Někdy je pěstován i velkolistý, stromovitý druh Kalanchoe beharensis. Poměrně často jsou pěstováni také živorodí zástupci sekce Bryophyllum, zejména Kalanchoe laetivirens, Kalanchoe daigremontiana, Kalanchoe pinnata nebo úzkolistá Kalanchoe tubiflora. Byly vypěstovány též zajímavé hybridy, např. Kalanchoe 'Pink Butterflies' s růžově zbarvenými dceřinými rostlinkami na okrajích sivozelených listů.
Druh Kalanchoe pinnata je v sušších oblastech tropů téměř celého světa invazní rostlinou. Vytváří husté porosty na narušených půdách a rychle se šíří. Je obtížnou rostlinou např. i na Floridě nebo na Havaji.

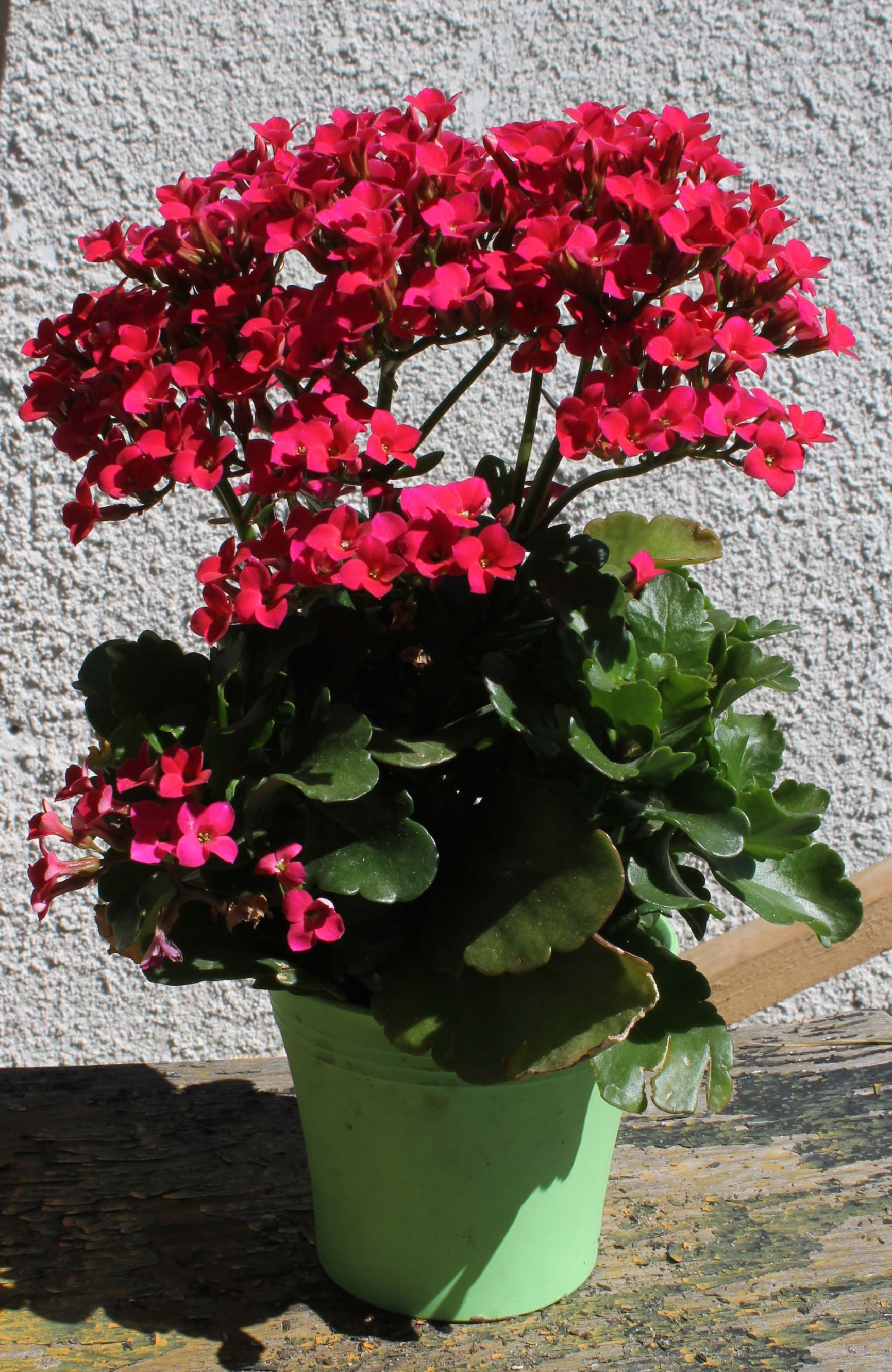
Kultivar kolopejky vděčné
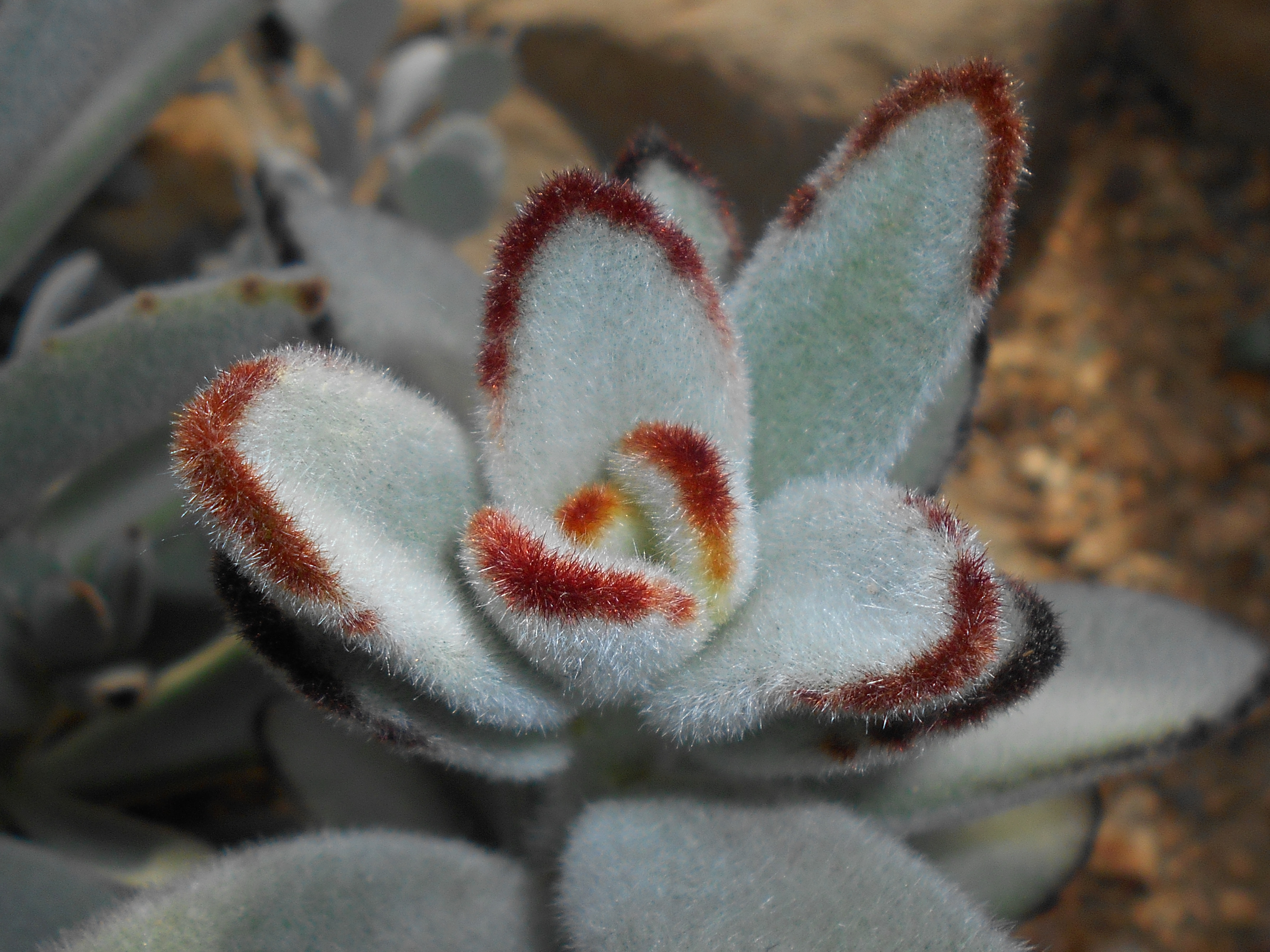
Kalanchoe tomentosa
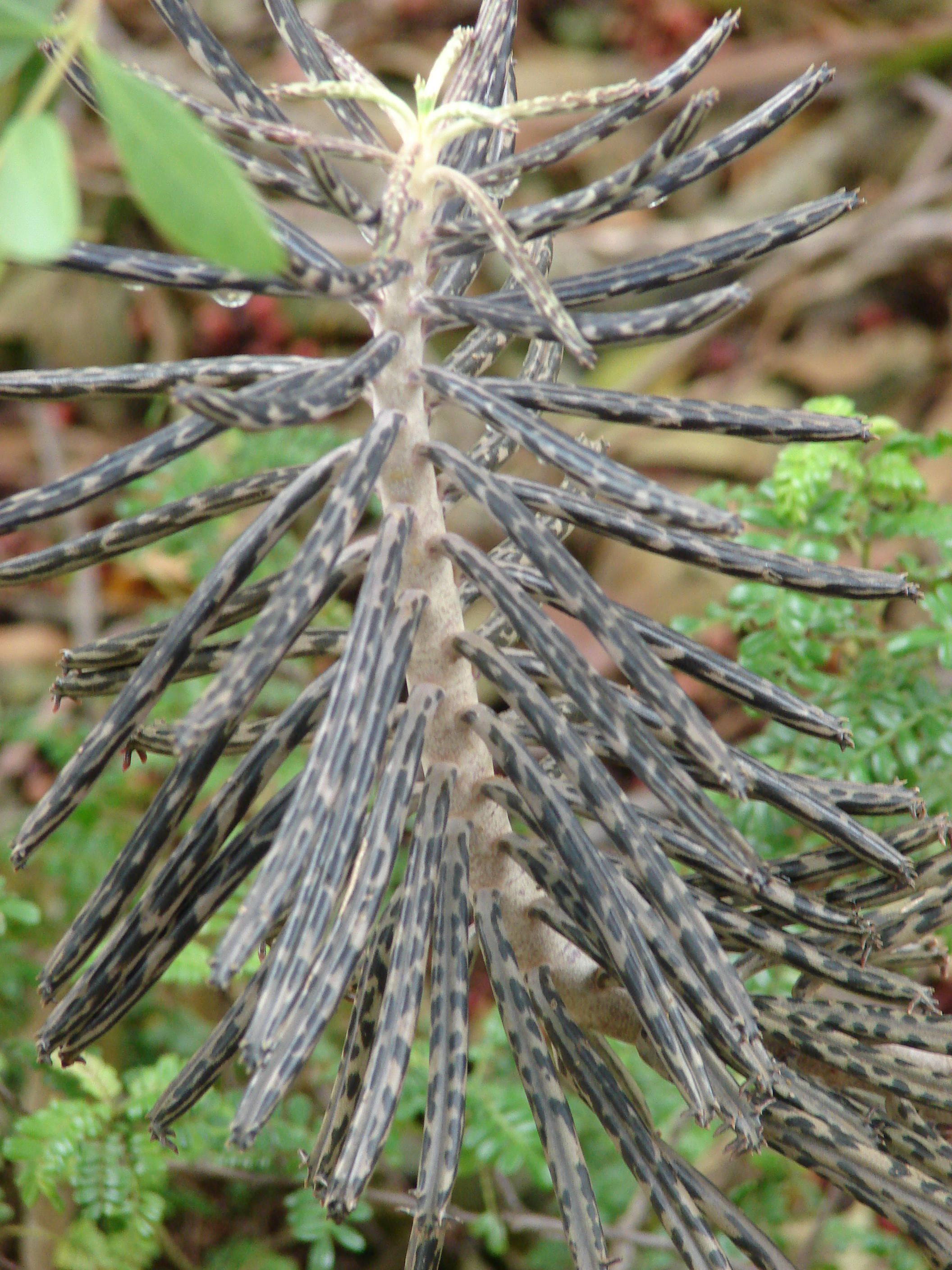
Kalanchoe tubiflora
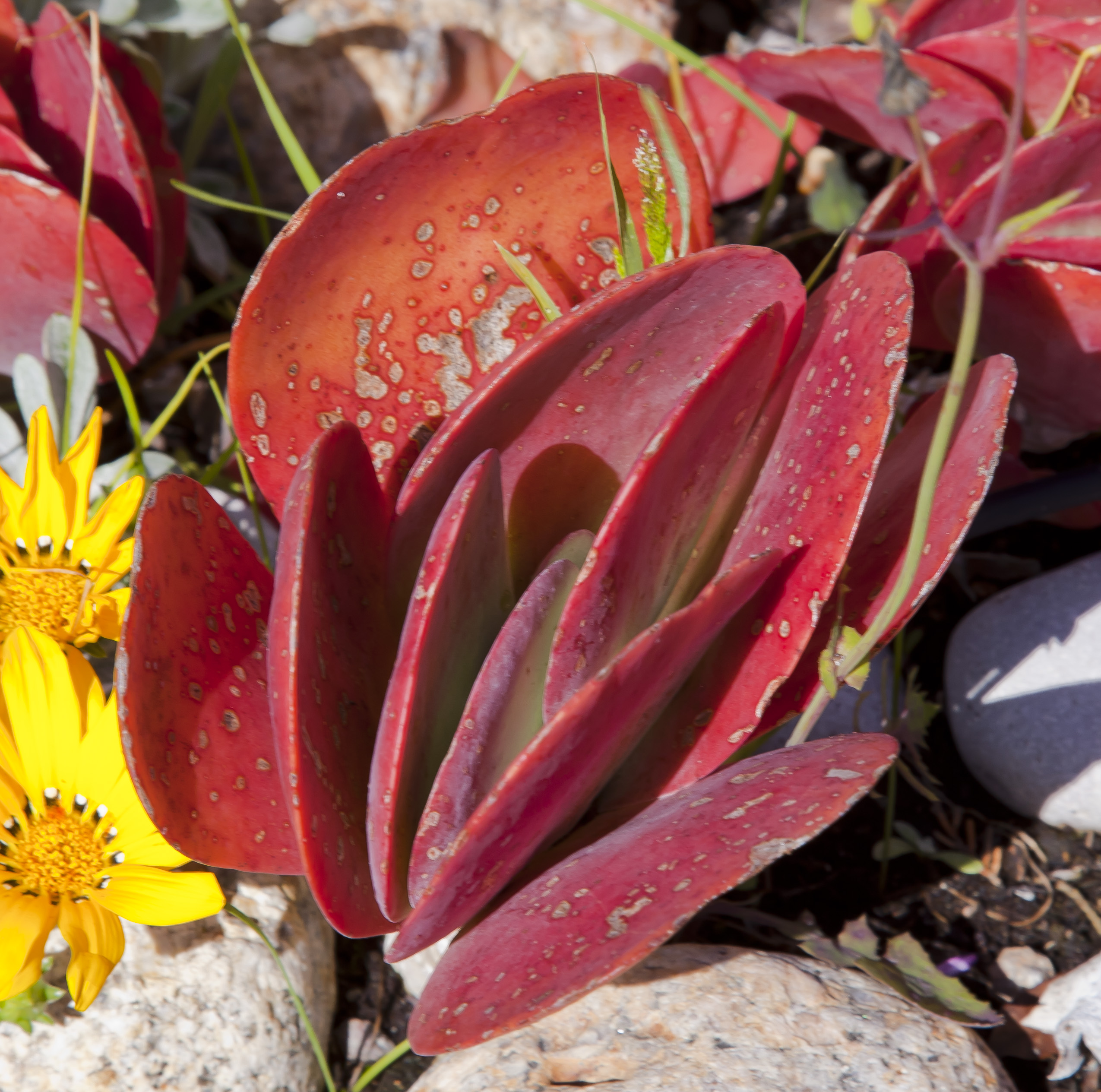
Atraktivní druh Kalanchoe thyrsiflora
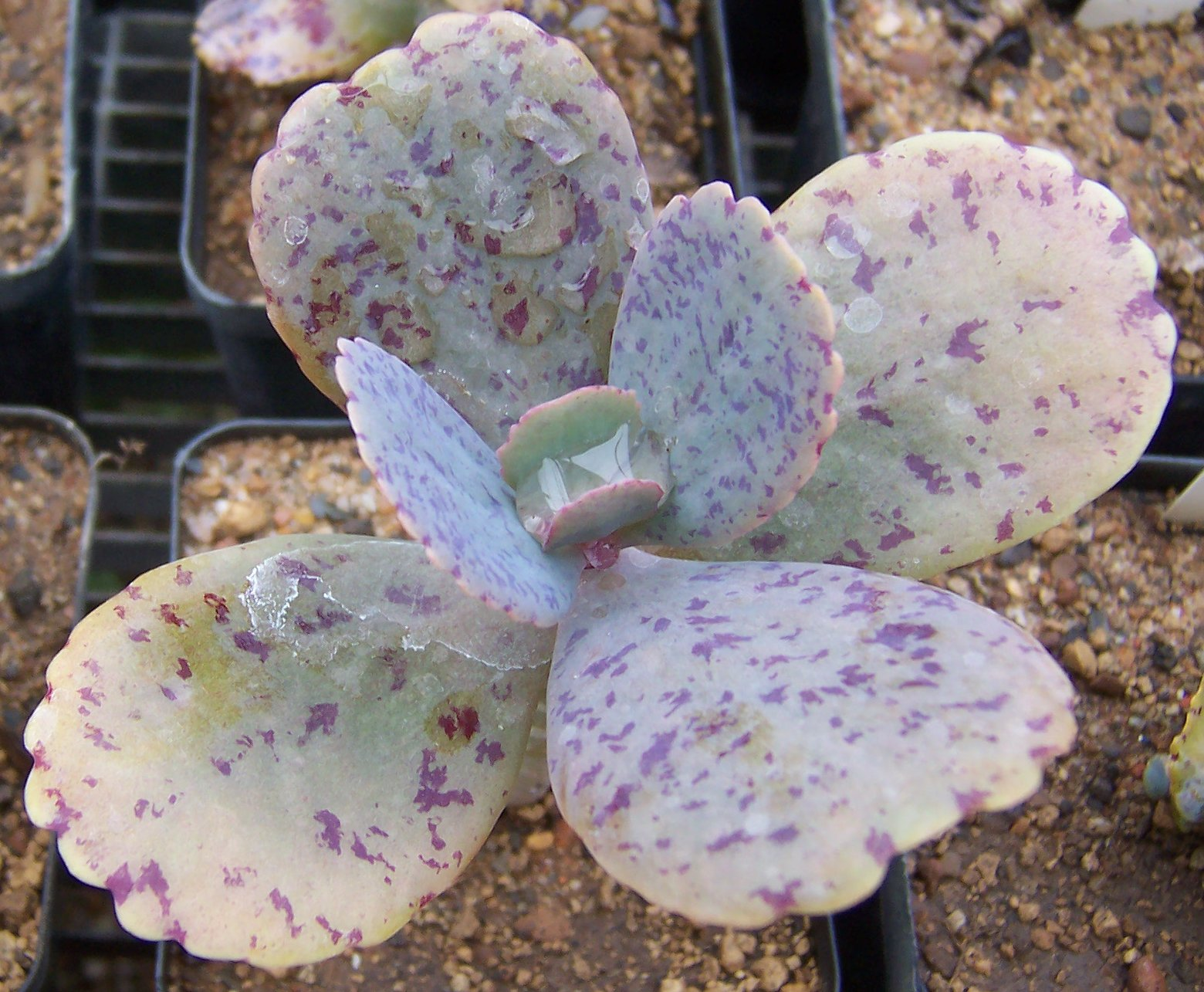
Kalanchoe marmorata
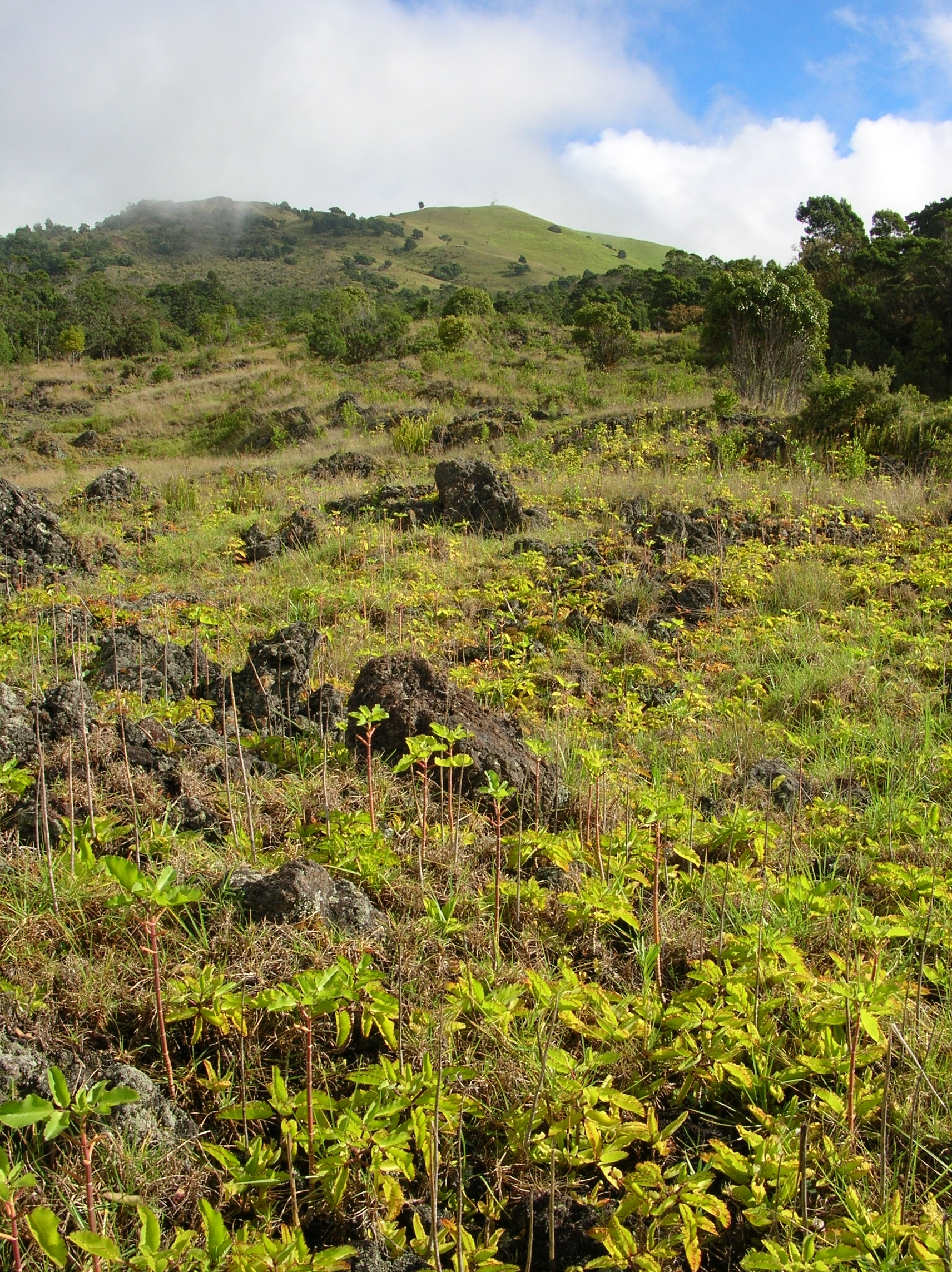
Invazní druh Kalanchoe pinnata na Havaji

## Pěstování a množení
Kolopejky vyžadují podobně jako většina jiných sukulentů slunné až polostinné stanoviště, dobře propustnou půdu a přiměřenou zálivku. Na pěstování nejsou nijak náročné, pokud se jim zajistí bezmrazé přezimování. Při pěstování uvnitř nejlépe prospívají na plném slunci, zatímco při pěstování venku (v teplé části roku) je vhodný lehký polostín. Kolopejka vděčná je nezřídka pěstována jen jako letnička, která se vysévá již v zimě. Ostatní druhy se množí stonkovými či listovými řízky, druhy sekce Bryophyllum také dceřinými rostlinkami.